# Pujehun
Pujehun ist ein Ort in Sierra Leone. Die Siedlung ist Hauptort des Distrikts Pujehun und liegt in der Provinz Southern. Pujehun liegt im Südosten des Landes am Übergang der Mangrovensümpfe in den Regenwald. Er ist rund 220 Kilometer von der Hauptstadt Freetown entfernt.
Die Einwohner sind zum Teil Mende, zum Teil Krim und Bullom-Sherbro. Trotz seiner Bedeutung als Verwaltungssitz eines Distrikts ist die Einwohnerzahl gering geblieben. Waren es 1963 2034 Bewohner, stieg diese Zahl 1974 auf 2802 und 1985 3859 Menschen. Heute rechnet man mit einer Einwohnerschaft von etwa 8000 Personen.
Hauptprodukte sind die Piassave, die zu Fasern verarbeitet wird, und der Kakaoanbau. Sonst baut die Bevölkerung bloß für die Eigennutzung an.